# MicroATX
microATX (µATX、mATX或uMTX)主機板標準於1997年12月發表，大小是9.6吋×9.6吋。它的長度比ATX規格短20%，ATX規格大小為12×9.6寸。由於長度減少，擴充槽由ATX的7條減少到4條。

## 相容性
mATX的設計相容於ATX。兩者的寛度和背板I/O大小均相同，安裝接點（螺絲）也是ATX的其中幾點，因此mATX主機板可安裝在ATX機箱內。
此外，大多數mATX主機板也使用ATX的電源接口。
上圖的ATX主機板只有6條擴充槽，沒有最近CPU的那條。mATX主機板則有4條擴充槽，位置跟ATX相同。